# Kosilenzien
Kosilenzien is een plaats in de Duitse deelstaat Brandenburg en maakt deel uit van de gemeente Bad Liebenwerda in het Landkreis Elbe-Elster. Zobersdorf telt 216 inwoners (2011). Tot 1993 was het een zelfstandige gemeente.

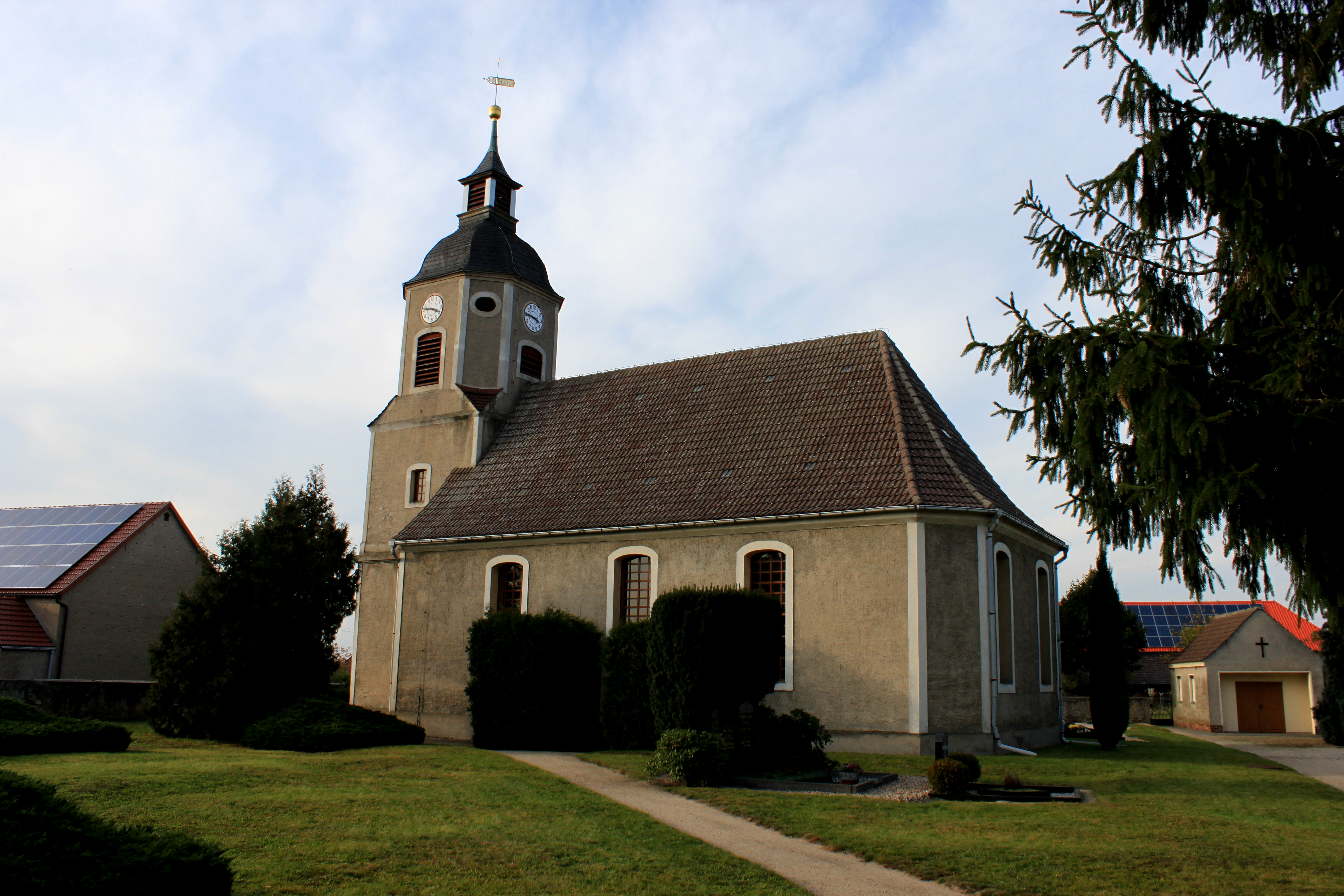
Kerk met begraafplaats
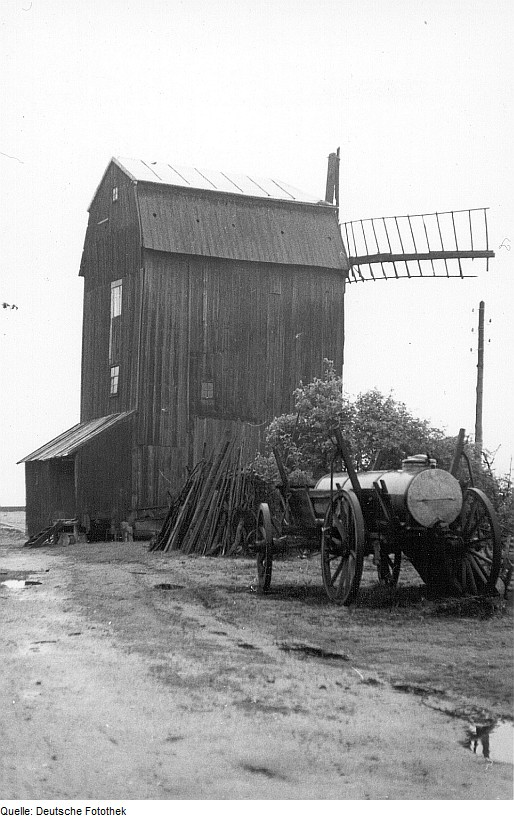
Windmolen